# Parco di Kurt Laurenz Metzler
Il parco di Kurt Laurenz Metzler è una parco d'arte contemporanea italiano situato a Iesa, una frazione di Monticiano, 25 chilometri a sud di Siena.

## Descrizione
Il parco fu fondato nel 1995 ed è aperto al pubblico. I tre ettari di terreno, che circondano la casa e lo studio di Kurt Laurenz Metzler, nei pressi dei Bagni di Petriolo, presentano l'opera dell'artista svizzero. Il parco si estende su gran parte della sua produzione artistica dal 1963 in poi. Questa è costituita perlopiù da Hominidi di diversi materiali (ferro, marmo, alluminio, bronzo, vetroresina colorata). Metzler crea scene urbane, ritrae nevrotici, lettori di giornali e così via. Nel parco sono esposte 60 sculture.
Sebbene Metzler avesse discusso più volte l'Idea di costruire un parco con amici artisti quali Niki de Saint Phalle e Daniel Spoerri anche loro proprietari di parchi di sculture in Toscana, fu grazie a Claudia P. Metzler, sua moglie, insieme al critico d'arte Enrico Crispolti ed Anna Mazzanti che il progetto prese veramente vita.